# Корсън
Окръг Корсън (на английски: Corson County) е окръг в щата Южна Дакота, Съединени американски щати. Площта му е 6551 km², а населението - 4203 души (2017). Административен център е град Макинтош.